# Flugplatz Staaken

Lage der aktiven und ehemaligen Berliner Flughäfen

Der Flugplatz Staaken im Berliner Ortsteil Staaken am Brunsbütteler Damm entwickelte sich im Laufe seiner rund 40-jährigen Geschichte (1915–1953) von einem Werftplatz der Zeppelinwerke in den 1920er Jahren zu einem der ersten Verkehrsflughäfen in Deutschland und schließlich zur Hauptwerft der Deutschen Lufthansa AG. Gemessen an der Vielzahl der Werks- und Überführungsflüge ab Mitte der 1930er Jahre entsprach der Flugplatz Staaken einem Großflughafen nach damaligen Maßstäben, allerdings mit der Besonderheit, dass der Passagierverkehr der Lufthansa in Berlin seit den 1930er Jahren ausschließlich auf dem Zentralflughafen Tempelhof abgefertigt wurde. Diese Besonderheit führte dazu, dass der Flugplatz Staaken nach der Zeppelin-Ära in den 1920er Jahren sehr schnell nicht mehr im Blickpunkt der Öffentlichkeit stand, sodass er nach seiner Schließung Ende 1953 nahezu in Vergessenheit geriet. Zugleich war dieses Schattendasein eine willkommene Gelegenheit für die Reichswehr und später die Wehrmacht, im großen Stil und dennoch von der Öffentlichkeit zunächst unbemerkt militärische Luftfahrttechnik unter dem Vorwand ziviler Zwecke (zum Beispiel Flugschulung) zu entwickeln und zu testen. Auch die Hauptwerft der Lufthansa diente bis zum Ende des Zweiten Weltkriegs größtenteils als Reparatur- und Forschungsbetrieb der Luftwaffe. Bis Februar 1935 war sie als reiner Zivilbetrieb getarnt.

## Anfangsphase (1915–1919)

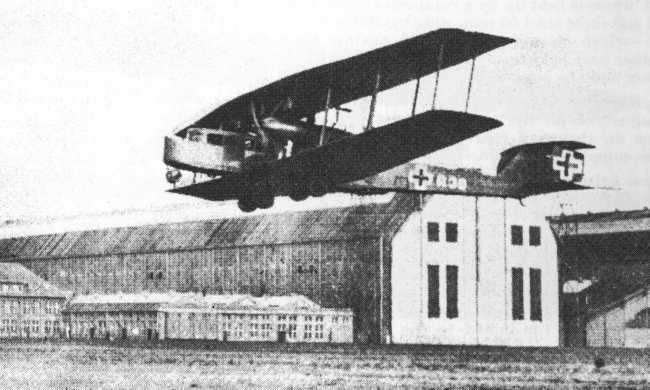
Staaken-Riesenflugzeug R.VI um 1917 vor dem Zeppelin-Werk

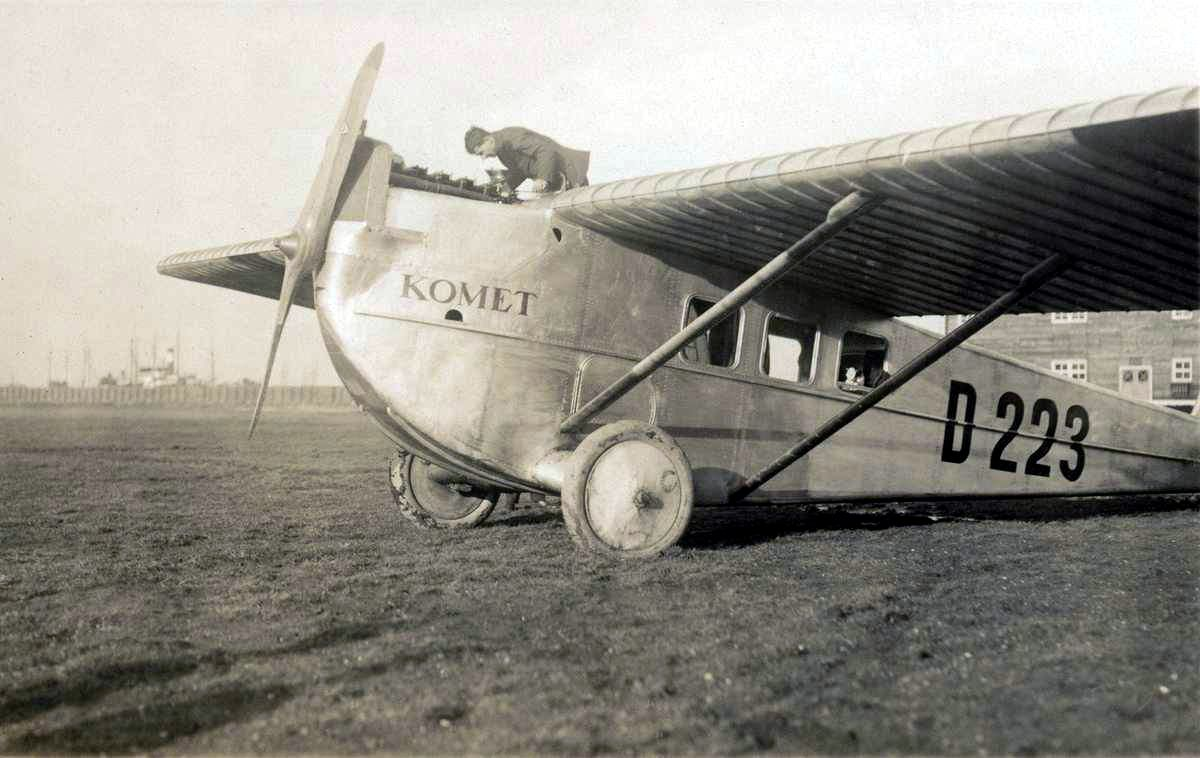
Die 1922 im Liniendienst zwischen Berlin-Staaken und London eingesetzte Komet II der Deutschen Luft-Reederei (D.L.R.)

Nachdem Anfang 1910 der erste Militärflugplatz der Luftstreitkräfte des Deutschen Kaiserreiches auf dem benachbarten Truppenübungsplatz Döberitz eingerichtet worden war, erwarb die Luftschiffbau Zeppelin GmbH am 9. Juli 1915 in Staaken ein Gelände, um gemäß einer Anordnung des Kriegsministeriums Militärluftschiffe herstellen zu können. Die vorhandenen Werke in Friedrichshafen, Potsdam und Gotha konnten den Bedarf des Militärs nicht decken. Russische Kriegsgefangene wurden zum Trockenlegen des sumpfigen Geländes eingesetzt. Sie waren in einem Lager im nördlichen Teil der benachbarten Gartenstadt Staaken am heutigen Ungewitterweg interniert (bis 1935 „Russenweg“ genannt). Am 9. November 1916 verließ das erste Luftschiff die Staakener Werft. Insgesamt konnten in Staaken bis zum Ende des Ersten Weltkriegs zwölf Zeppeline gebaut werden.
Zudem wurden während des Ersten Weltkriegs im Zeppelin-Werk in Staaken ab 1915 neun von insgesamt 18 sogenannten Riesenflugzeugen vom Typ Zeppelin (Staaken) R.VI gebaut, die als strategische Bomber insbesondere für Angriffe auf London eingesetzt wurden. Diese sogenannten „Staaken-Riesenflugzeuge“ gehören zu den größten in Serie gebauten Doppeldeckern der Luftfahrtgeschichte.
Durch den am 11. November 1918 unterzeichneten Waffenstillstand und nachfolgenden Friedensvertrag von Versailles war Deutschland keine weitere Produktion von Luftschiffen und Flugzeugen erlaubt, sodass die Produktion in Staaken eingestellt werden musste. Das zwischenzeitlich zum Flugplatz ausgebaute Areal wurde weiterhin für zivile Zwecke genutzt.
Ab dem 20. August 1919 wurde zwischen Friedrichshafen und Berlin-Staaken mit dem LZ 120 ein Zeppelin-Linienverkehr eingerichtet, wobei für die Bewältigung der rund 600 Kilometer langen Flugstrecke sechs Stunden benötigt wurden. 20 Passagiere konnten befördert werden. Nach 103 Fahrten wurde die Verbindung bereits am 5. Dezember 1919 wieder eingestellt. Zeppeline im Atlantikverkehr nutzten den Flugplatz Staaken nur vereinzelt.

## 1920er Jahre

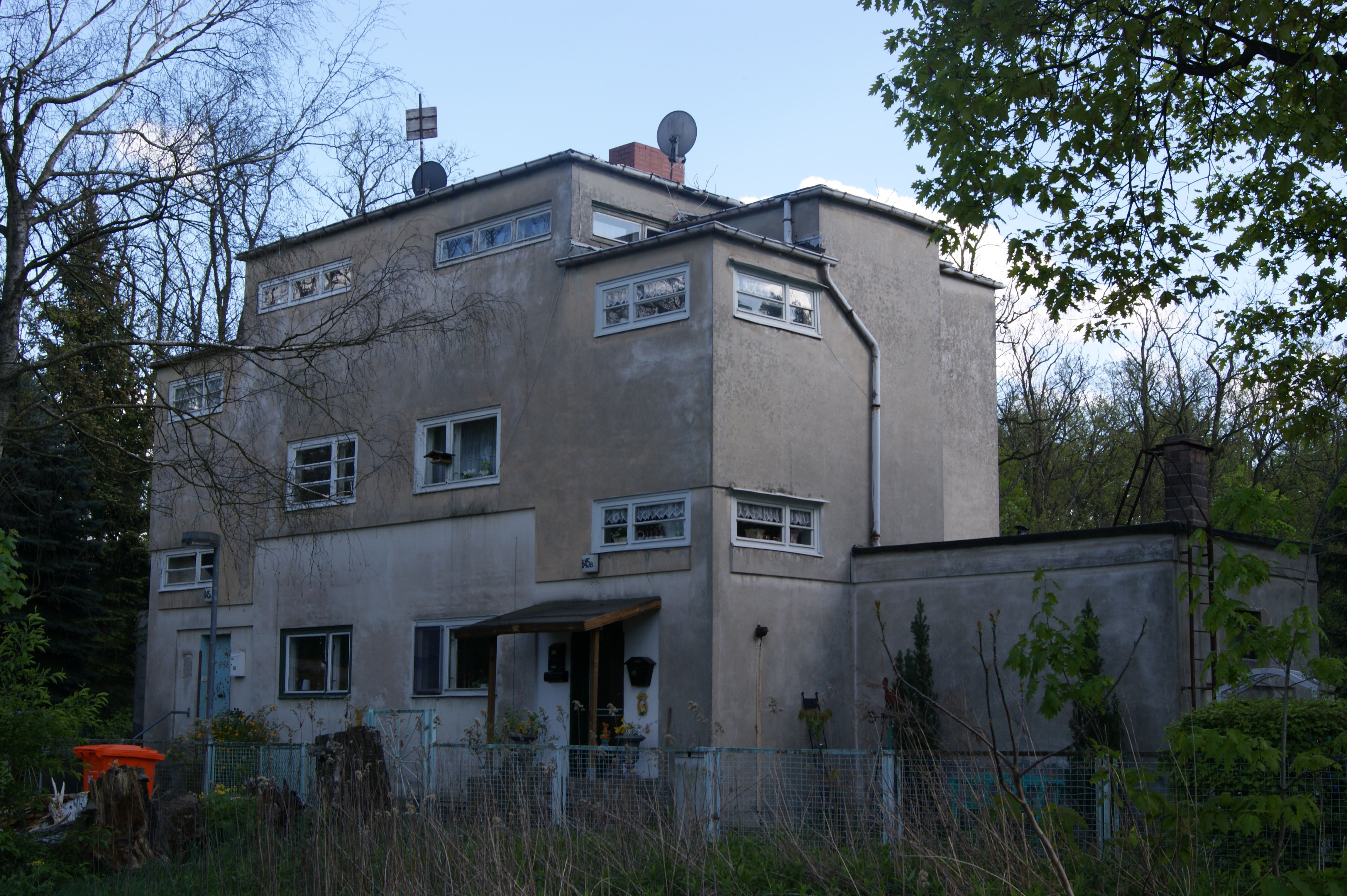
Denkmalgeschütztes Haus in der Siedlung Neu-Jerusalem – fertiggestellt 1925 – in unmittelbarer Nähe zum damaligen Flugplatz Staaken

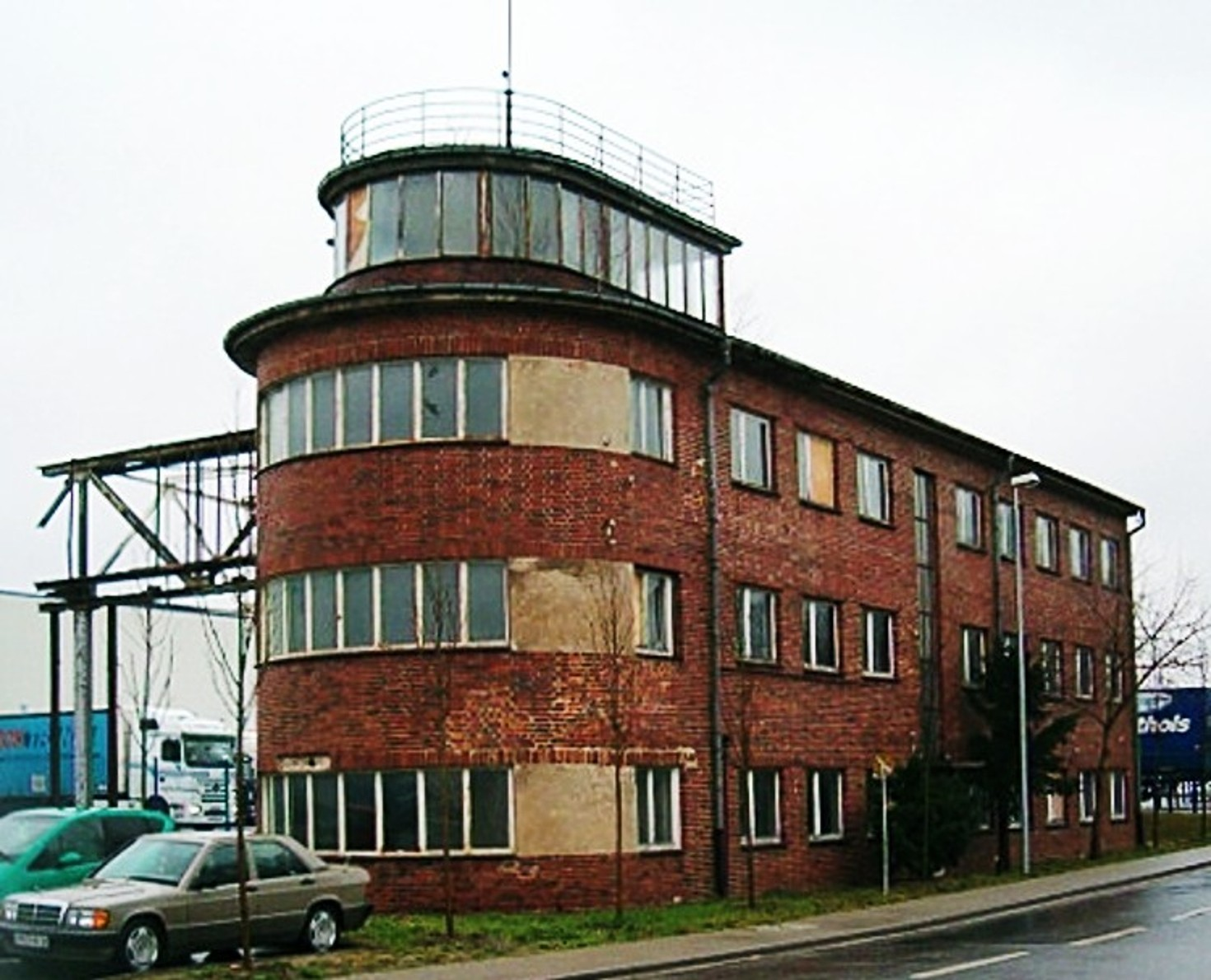
Tower, fertiggestellt 1925

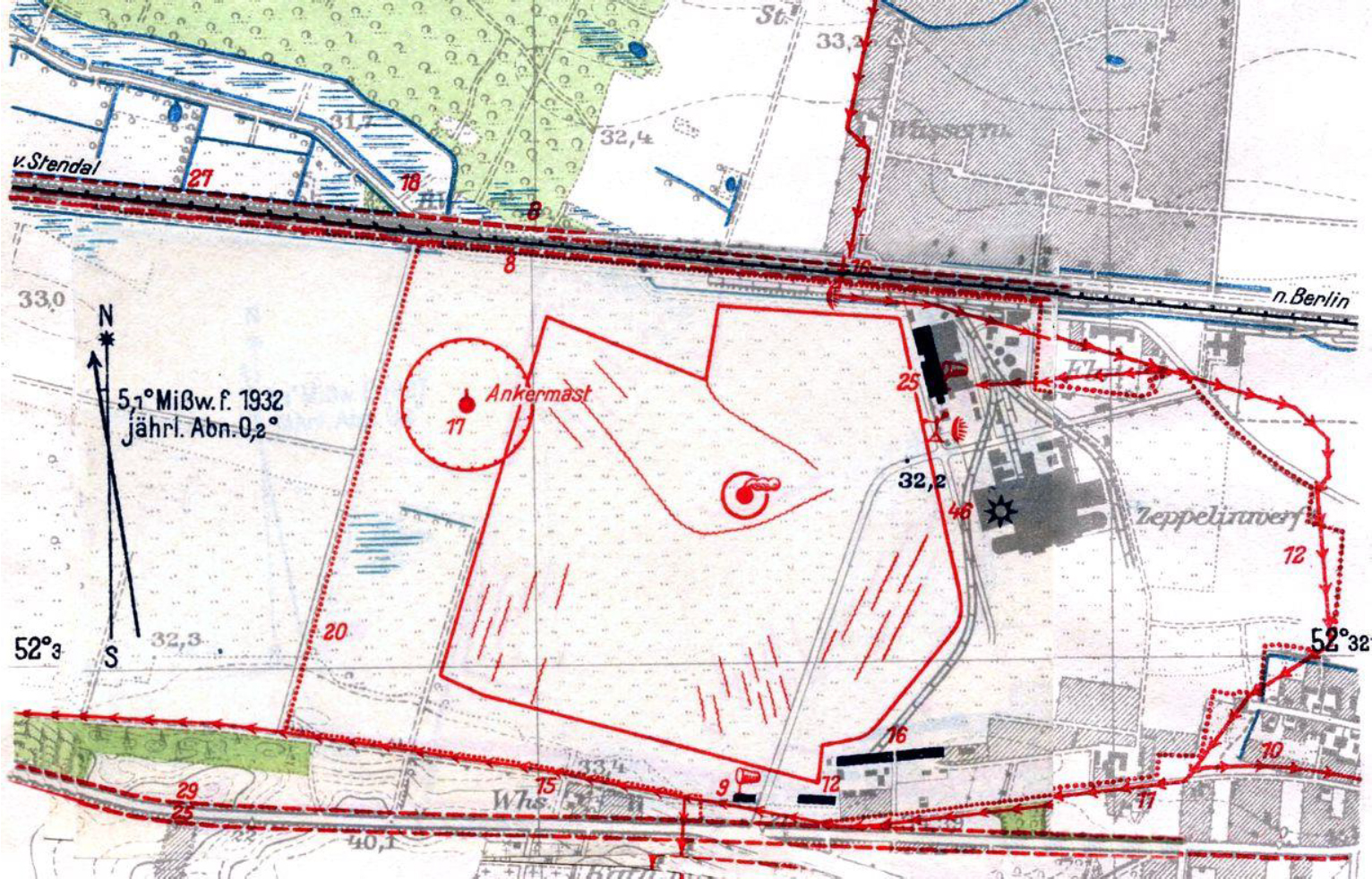
Der Flugplatz Staaken im „Flughandbuch für das Deutsche Reich 1928“

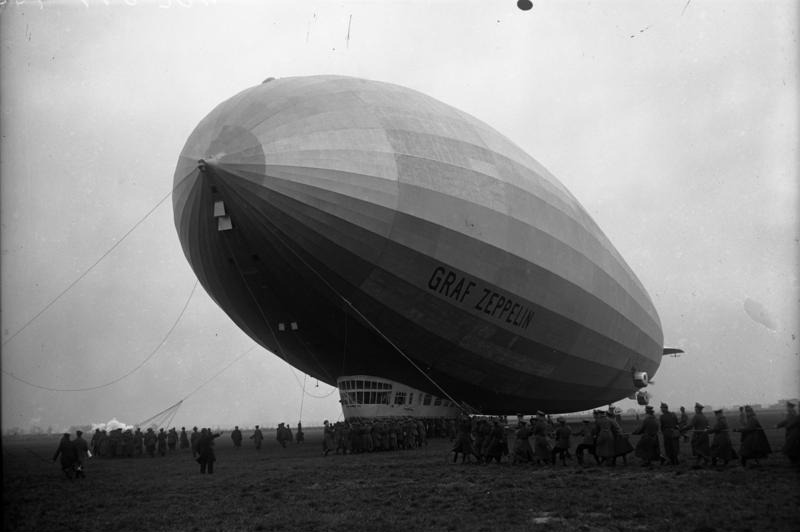
Luftschiff LZ 127 „Graf Zeppelin“, 1928 in Staaken

Im Jahr 1922 erfolgte der Umzug der Deutschen Luft-Reederei (D.L.R.) vom Berliner Flugplatz Johannisthal an ihren neuen Heimatflugplatz Staaken. Die 1917 gegründete D.L.R. mit dem international bekannten Kranich-Logo der späteren Lufthansa war die erste deutsche Luftverkehrsgesellschaft und – wie auch die in Staaken 1923 gegründete Deutsche Aero Lloyd AG – eine der Vorläufergesellschaften der 1926 zunächst unter dem Firmennamen Deutsche Luft Hansa AG gegründeten Lufthansa. Am 27. Dezember 1922 nahm die D.L.R. mit London den deutschlandweit ersten Flugliniendienst ins Ausland auf, jedoch erwies sich für den Passagierluftverkehr schon bald der Zentralflughafen Berlin-Tempelhof als verkehrstechnisch günstiger gelegen.
Am 1. April 1925 wurde am Flugplatz Staaken die Deutsche Verkehrsfliegerschule (DVS) gegründet (ihr Hauptsitz wurde 1929 auf den Flugplatz Broitzem bei Braunschweig verlegt). Entgegen der offiziellen Bezeichnung waren die an verschiedenen Orten im Deutschen Reich entstehenden Deutschen Verkehrsfliegerschulen getarnte Ausbildungsstätten und Fliegereinheiten der Deutschland durch den Versailler Vertrag verbotenen Militärluftfahrt, finanziert durch geheime Kanäle der deutschen Regierung, der Reichsmarine und der Reichswehr. Eigens für Angehörige der DVS wurde 1925 an der Heerstraße die Siedlung Neu-Jerusalem mit einer Gesamtfläche von 37.611 m² fertiggestellt. Der ebenfalls 1925 fertiggestellte Tower, im Berliner Volksmund „Zeppelin Tower“ genannt, wird seit 2015 als privater Firmensitz ausgebaut und renoviert.
Private Flugschulen am Flugplatz Staaken bildeten unter anderem einige bekannte Persönlichkeiten zu Piloten aus, darunter Wernher von Braun, Heinz Rühmann, Elly Beinhorn, Marga von Etzdorf und Hanna Reitsch.
Im Jahr 1929 wurde das Flugplatzgelände an die Stadt Berlin verkauft, wobei die Nutzung durch die zivile Luftfahrt weiterhin möglich war. So absolvierte die Lufthansa vor allem Trainingsflüge und nutzte die Hallen für Wartungsarbeiten. 1930 und 1932 wurden in Staaken die Challenge-Luftfahrtwettbewerbe ausgetragen, da der deutsche Flieger Fritz Morzik die Challenge 1929 und 1930 gewonnen hatte.

## Entwicklung während der NS-Zeit (1933–1945)
Nach der NS-Machtübernahme 1933 avancierte der Flugplatz Staaken zum Hauptstandort der damaligen Lufthansa Technik, sodass er in Anbetracht von Infrastruktur und Flugbewegungen nach damaligen Maßstäben als Großflughafen galt. Zuweilen wurden in Staaken Staatsgäste empfangen, wie Joseph Vuillemin, Chef der französischen Armée de l’air, der anlässlich seines zweitägigen Besuchs am 16. August 1938 von Luftfahrtminister Hermann Göring begrüßt wurde.

### Neue TeilstreitkraftLuftwaffeder Wehrmacht

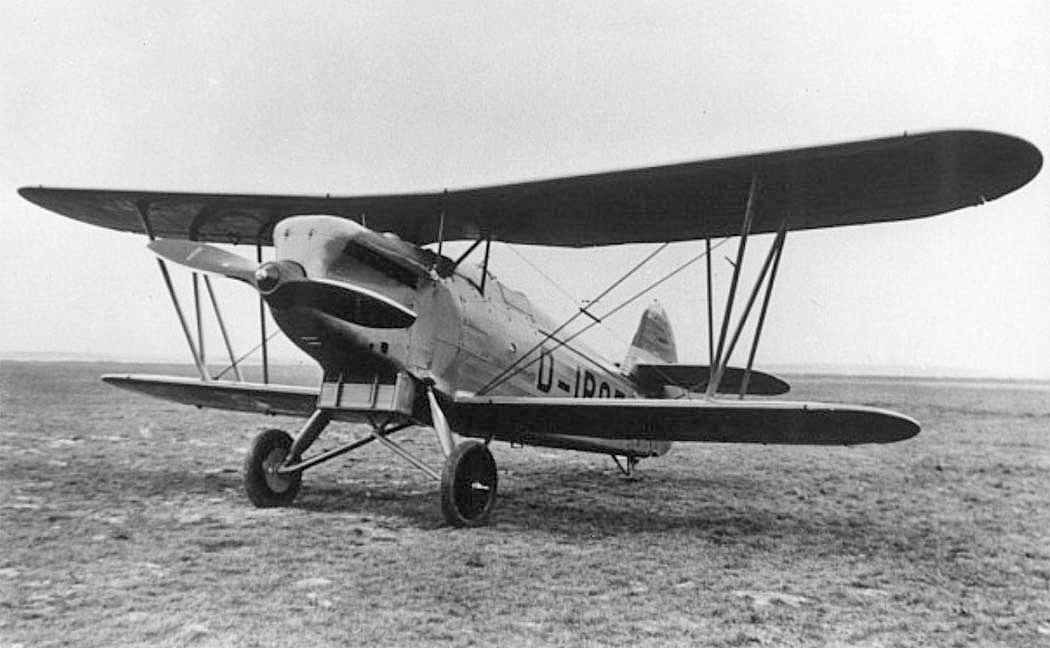
Arado Ar 65

Nachdem Geheimdienste der Siegermächte die gemäß Versailler Vertrag verbotene Existenz der Luftwaffe der Wehrmacht ausgekundschaftet hatten, schlugen Großbritannien und Frankreich am 3. Februar 1935 einen trilateralen Luftpakt mit Deutschland vor, in den das NS-Regime am 16. Februar 1935 einwilligte. Im Zuge der Gespräche wurde die Existenz der Luftwaffe zugegeben und fortan seitens Großbritanniens und Frankreichs geduldet. Anlass und Hintergrund dieses Luftpakts mit gegenseitigen Beistandspflichten im Falle eines Luftangriffs war in erster Linie die Sorge Großbritanniens hinsichtlich der tatsächlichen Schlagkraft der Luftstreitkräfte sowohl des bis dahin luftfahrttechnologisch überlegenen Frankreichs als auch des ehrgeizigen NS-Regimes. In Staaken stellte Adolf Hitler am 14. März 1935 die mit offiziellem Datum 1. März 1935 gegründete neue Luftwaffe erstmals offiziell der Öffentlichkeit vor. Hierzu waren die Maschinen des „Jagdgeschwaders Richthofen“ vom Typ Arado Ar 65 als erste Einheit der neuen Luftwaffe auf dem Südteil des Flugplatzes Staaken vor dem Tower aus den 1920er Jahren aufgestellt worden.

### Charles Lindbergh in Staaken

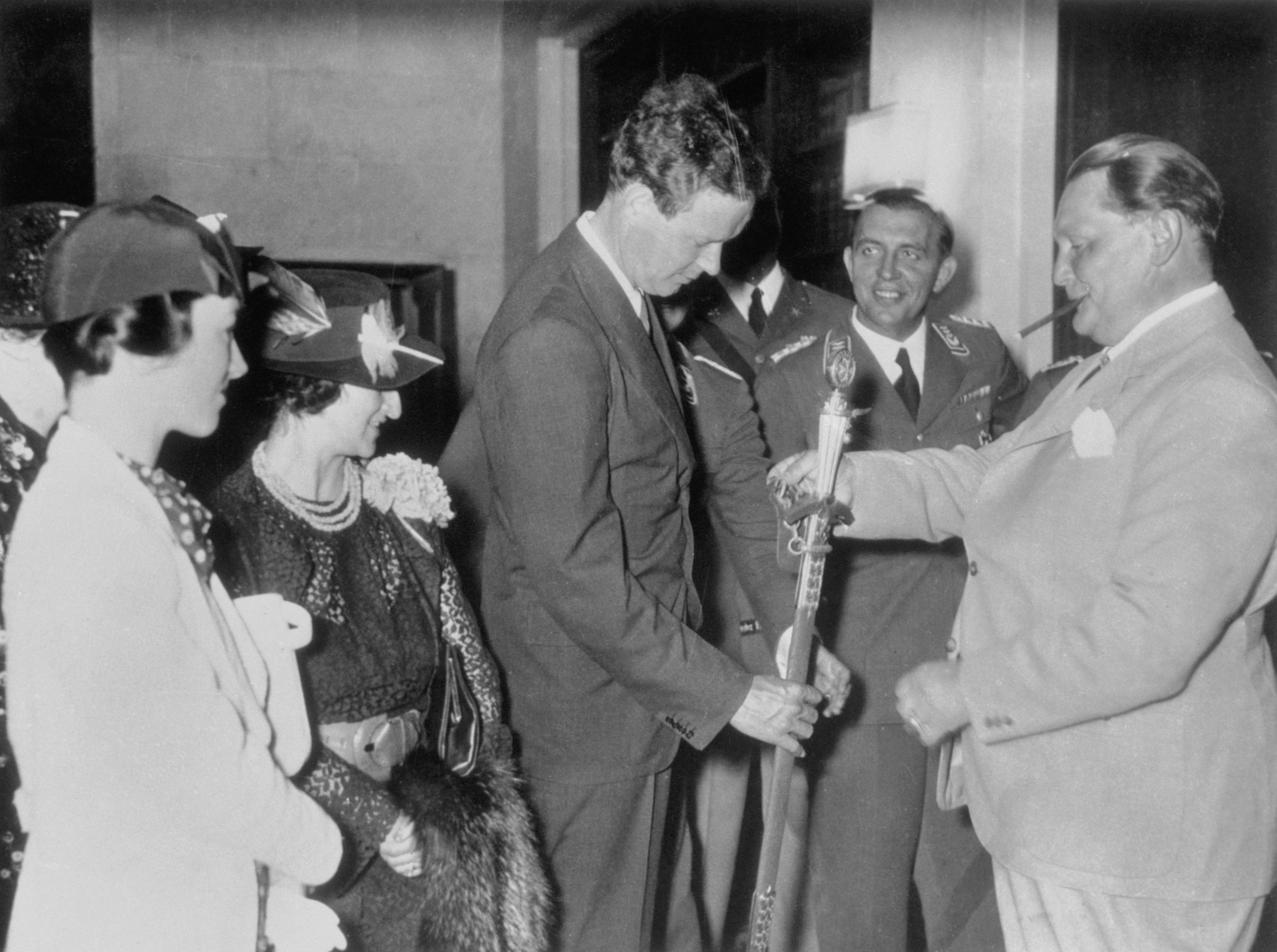
Charles Lindbergh bei einem Treffen mit Göring am 28. Juli 1936

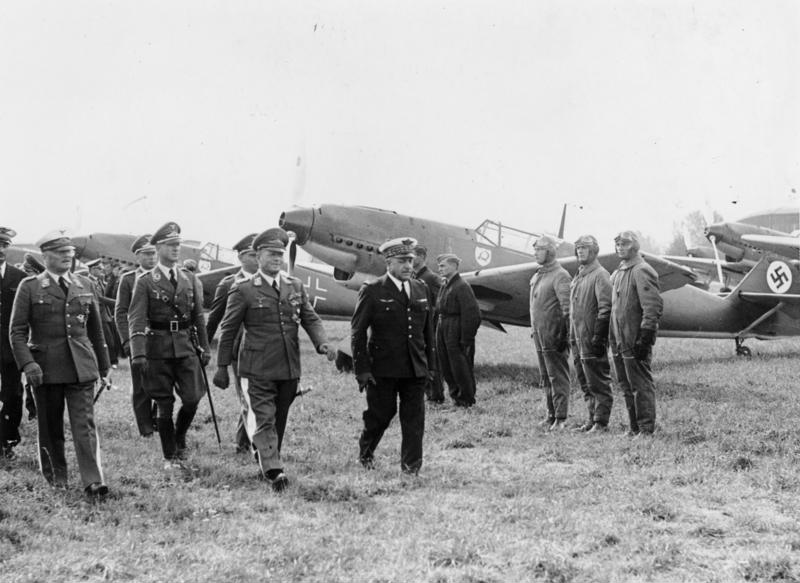
Joseph Vuillemin, Chef der französischen Armée de l’air, zu Besuch in Staaken im August 1938. Er schreitet mit General Erhard Milch, Staatssekretär im Reichsluftfahrtministerium, und Generalleutnant Hans-Jürgen Stumpff eine Formation angetretener Soldaten ab (v. r. n. l.)

Am 22. Juli 1936 landete Flugpionier Charles Lindbergh mit seiner Frau Anne Morrow Lindbergh (ebenfalls Flugpionierin) in einer von der britischen Royal Air Force geliehenen Miles Whitney Straight auf dem Flugplatz Staaken, um von dort in seiner Funktion als Oberst des US Army Air Corps seine erste Inspektionsreise in Deutschland zunächst mit einem Besuch des provisorisch in Staaken stationierten Jagdgeschwaders 132 „Richthofen“ zu beginnen. Die Reise war von dem Militärattaché Truman Smith der US-Botschaft in Berlin mit der Absicht arrangiert worden, auf diese Weise nicht zuletzt auch von Hermann Göring persönlich mehr Informationen über die Schlagkraft der deutschen Luftwaffe zu erhalten. Nochmals landete Lindbergh, zwischenzeitlich zum Brigadegeneral befördert, anlässlich eines weiteren Besuchs der Reichsregierung am 19. Oktober 1938 in Staaken.

### Flugrekorde

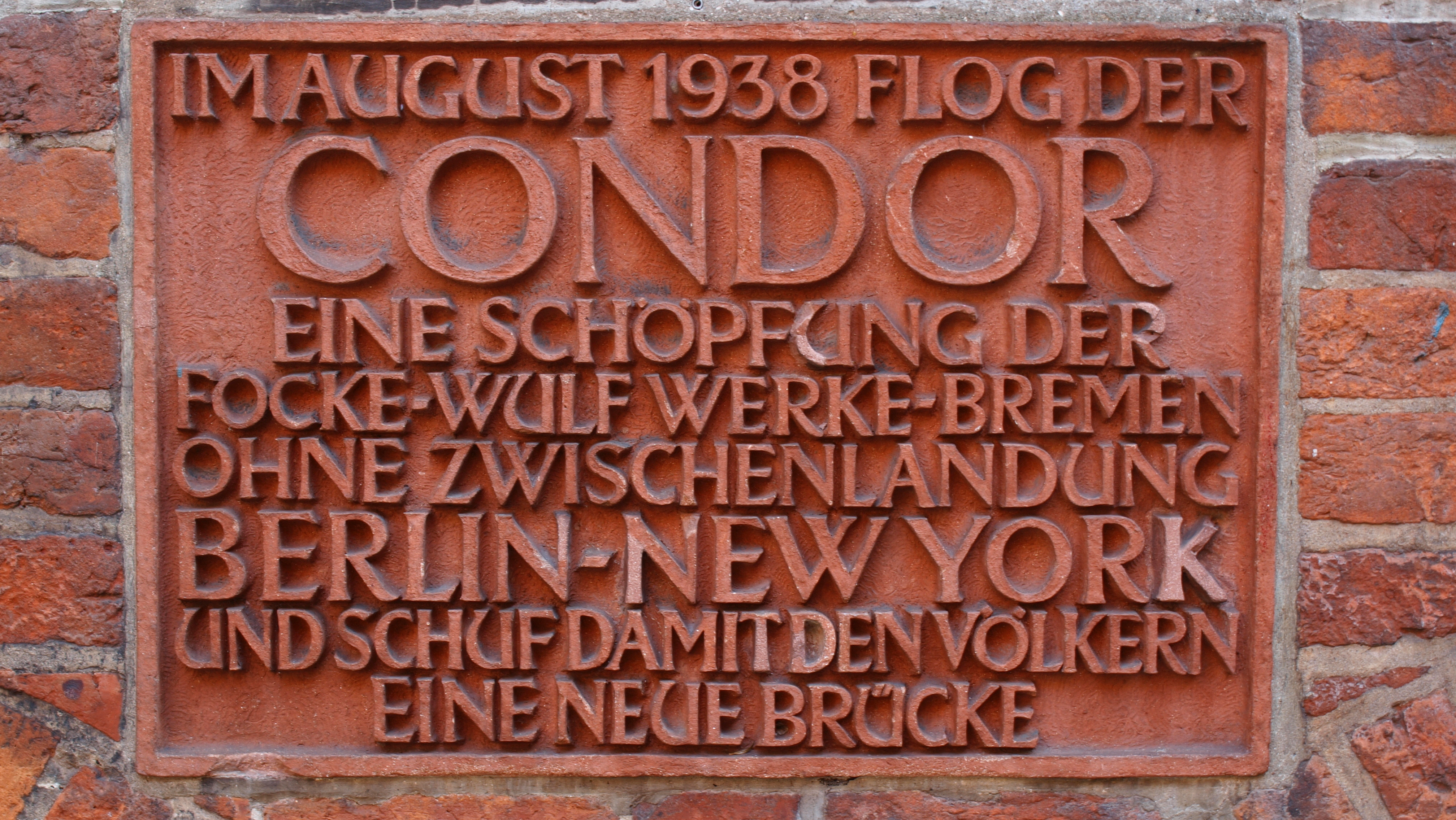
Gedenktafel in Bremen zum Rekordflug Staaken–New York

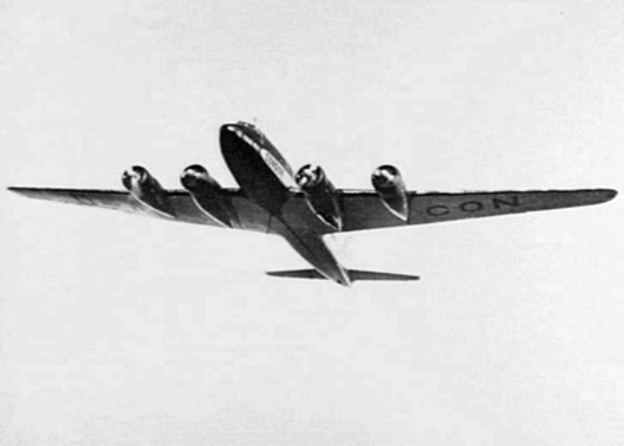
Focke-Wulf Fw 200 V1 „Condor“ (D-ACON) (1938)

Während der Olympischen Sommerspiele 1936 wurde Segelfliegen als Demonstrationssportart in das Programm aufgenommen. Die Flugveranstaltungen einschließlich Kunstflug fanden am 4. August 1936 vom Flugplatz Staaken aus statt. Der ebenfalls teilnehmende Schweizer Pilot Hermann Schreiber wurde außerdem für einen Segelflug über die Alpen mit einer Goldmedaille ausgezeichnet.
Am 10. August 1938 flog die Fw 200 V1 „Condor“ D-ACON der Lufthansa als erstes landgestütztes Passagierflugzeug (mit Zusatztanks) nonstop die 6371 km lange Strecke von Berlin-Staaken zum Floyd Bennett Field in New York City in 24 Stunden, 56 Minuten und 12 Sekunden (dies entsprach einer Durchschnittsgeschwindigkeit von 255,499 km/h). Auf dem Rückflug vom Floyd Bennett Field zum Flughafen Berlin-Tempelhof legte die Maschine eine Strecke von 6392 km in 19 Stunden und 55 Minuten zurück. Dies entsprach einer Durchschnittsgeschwindigkeit von 321 km/h. Beide Flüge wurden von der Fédération Aéronautique Internationale als Flugweg-Rekorde, 2. Kategorie (Rekord mit Besatzung), anerkannt.

### Fernaufklärer-TruppeLuftbild GmbH

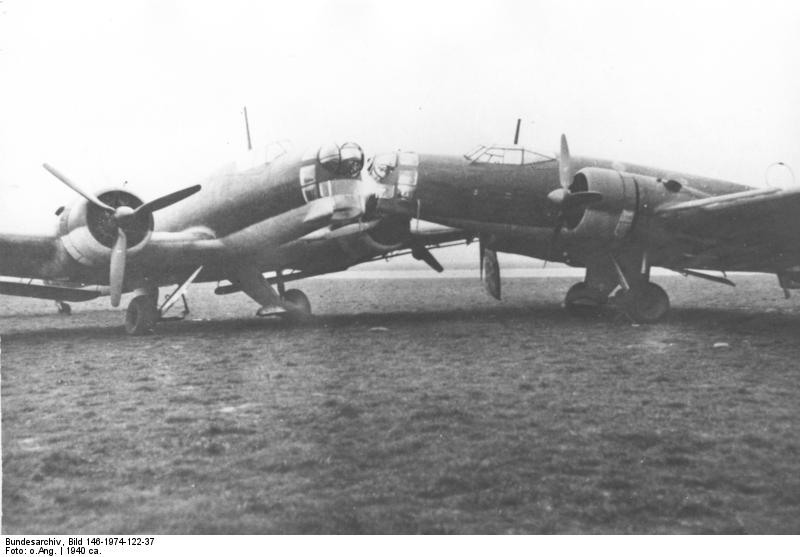
Mit speziell ausgerüsteten Junkers Ju 86 wurde die Luftaufklärung der Hansa Luftbild GmbH noch effizienter (1940)

Mitte der 1930er Jahre wurde eine mit Decknamen Luftbild GmbH getarnte Fernaufklärer-Truppe nach Staaken verlegt. Diese hatte den Auftrag, zunächst über deutschem Gebiet Grenzbefestigungen benachbarter Staaten zu fotografieren. Anfangs mit einer Junkers W 34 ausgerüstet führte sie Aufklärungsflüge in großen Höhen über Frankreich sowie Polen und der Tschechoslowakei durch. Im Laufe des Jahres 1936 wurde die Truppe, nun getarnt als Abteilung der Hansa Luftbild GmbH, auf fünf Maschinen aufgerüstet. Im Sommer bekam sie eine speziell für Luftbildaufklärung mit damals hochmoderner Kameratechnik ausgerüstete Junkers Ju 86 V9, die Fernaufklärungsflüge von der finnischen Bucht bis ins Landesinnere der Sowjetunion ermöglichte. Zum Spätherbst 1936 kam die erste von drei Heinkel He 111 C-03 von der Lufthansa hinzu. Nunmehr als Verkehrsflugzeuge der Lufthansa getarnt, wurden spätestens ab 1937 Aufklärungsflüge über Großbritannien und Frankreich durchgeführt. Im Januar 1939 wurde die Fernaufklärer-Truppe als „Aufklärungsgruppe Ob.d.L.“ (Oberbefehlshaber der Luftwaffe) unter direkten Befehl Görings gestellt. Im Frühjahr 1939 wurde sie mit drei neuen Focke-Wulf Fw 200 ausgerüstet, darunter die „Nordmark“ der Lufthansa sowie die eigentlich ebenfalls für die Lufthansa vorgesehene B-Version, ein verbesserter Typ unter anderem mit Doppelfahrwerk. Im Vorfeld des Überfalls auf Polen am 1. September 1939 begannen Anfang Mai 1939 Luftaufklärungen über Polen, an deren Planung auch Wilhelm Canaris, Leiter der sogenannten Abwehr, beteiligt war.

### Zwangsarbeiter für die Lufthansa-Werft und das Junkers-Motorenlager

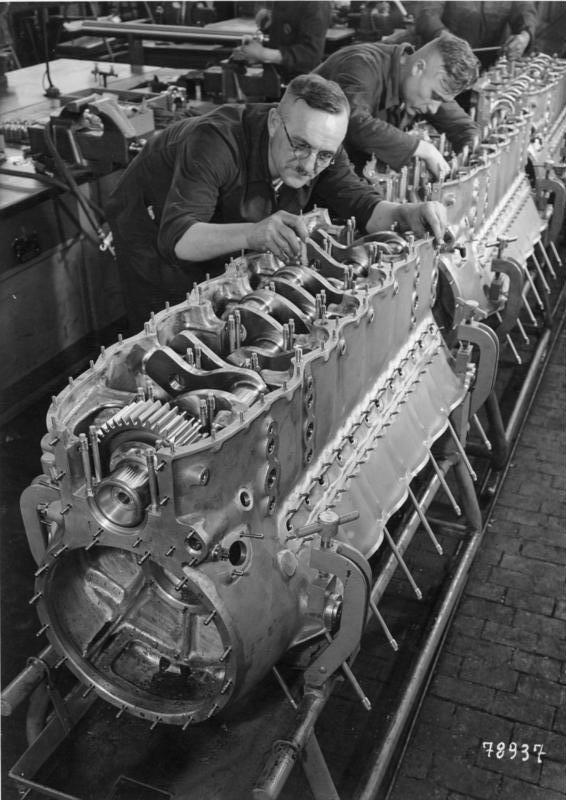
Meist wurden Junkers Jumo 211-Motoren in den wichtigsten Kampfflugzeugen der Luftwaffe verwendet (1939)

Da die Situation auf dem zivilen Arbeitsmarkt durch Einberufungen zur Wehrmacht zunehmend prekärer wurde, setzte auch die Lufthansa immer mehr Zwangsarbeiter ein. Von mindestens 10.000 von der Lufthansa eingesetzten Zwangsarbeitern aus der Sowjetunion wurde ein Großteil in der Lufthansa-Werft in Staaken ausgebeutet, darunter eine hohe Zahl an Kindern und Jugendlichen. Bei völlig unzureichender Ernährung sowie unter häufigen Misshandlungen wurden diese Zwangsarbeiter am südlichen Zugang zum Flugplatz an der Schulstraße untergebracht. Die Kinder und Jugendlichen aus diesem Lager mussten in der Lufthansa-Werft in enge Hohlräume von Tragflächen kriechen, wo Erwachsene nicht hingelangen konnten, um Nietarbeiten auszuführen. So wurden unter unmenschlichen gefährlichen Arbeitsbedingungen aufwändige Demontagen der Tragflächen vermieden.
Als viele Flugplätze in Deutschland aus kriegswirtschaftlichen Gründen schließen mussten, wurden zeitgleich dort dezentral gelagerte Ersatzteile und Ausrüstungen für kleinere Flugzeugwartungen in die Zentrallager in Staaken zurückverlagert, sodass die Lagerkapazitäten am Flugplatz Staaken schnell an ihre Grenzen kamen. Anfang der 1940er Jahre wurde rund drei Kilometer westlich ein weiteres Gelände neben der Bahnstrecke Berlin – Hannover angemietet, auf dem unter anderem im Jahr 1941 eine 1500 m² große Bogendachhalle von Junkers für die Lagerung von Junkers-Flugzeugmotoren errichtet und von Lufthansa genutzt wurde. Das Lager für die dort ausgebeuteten meist polnischen Zwangsarbeiter wurde neben dieser Junkers-Halle gebaut. Es bestand aus überwiegend massiv aus Stein gebauten fünf Wohnbaracken für je 54 Personen sowie drei Baracken für die Versorgung und die sanitären Anlagen.

## Kriegsende und Nachkriegszeit
Am Ende des Zweiten Weltkriegs besetzten am 26. April 1945 Einheiten der 1. Weißrussischen Front das Gelände. Bis zum Ende der Kampfhandlungen nutzten es Jagdfliegereinheiten der sowjetischen Luftstreitkräfte als Einsatzflugplatz. Auch nach Kriegsende belegten sowjetische Jagd-, Transport- und Schlachtfliegereinheiten den Platz als Basis. Während der Potsdamer Konferenz diente er als Landeplatz für die anreisenden Delegationen der Teilnehmer und den in diesem Rahmen stattfindenden Kurierflügen. Am 5. April 1948 kam es zu einem Flugunfall mit 15 Todesopfern. Eine Vickers Viking der BEA stieß im Landeanflug zum Flugplatz Gatow mit einem sowjetischen Jagdflugzeug vom Typ Jak-3 zusammen, das in Staaken gestartet war. Danach begann die Sowjetarmee den Flugverkehr aus Gründen der Flugsicherheit einzustellen. Die letzten Verbände zog sie 1953 ab, legte das Areal aber erst 1957 still und unterstellte es deutscher Verwaltung. Das ehemalige Kasernengebäude diente ab 1958 als Krankenhaus. Auf dem restlichen Gelände lagerte Stahl, zeitweise nutzte es auch das Automobilwerk Eisenach als Fahrzeugdepot.

## Heutige Spuren der Vergangenheit
Noch heute sind einzelne Flugplatzgebäude im südlichen Teil des ehemaligen Flugplatzes (einschließlich Tower und Hangars) sowie Verwaltungsgebäude der damaligen Zeppelinwerke und größtenteils das wegen der Asphalt- und Betonreste zumindest aus der Luft noch gut erkennbare Start- und Landebahnsystem und die Kompensierscheibe mehr oder weniger gut erhalten. Auch die von Junkers 1941 errichtete und von Lufthansa für die Lagerung von Großteilen genutzte große Rundbogen-Lagerhalle nebst Resten der dortigen Zwangsarbeiter-Baracken existiert noch heute. Allerdings sind diese historischen Flugplatz-Liegenschaften nur eingeschränkt zugänglich, da es sich größtenteils um Privatgelände handelt. Zwischen 1958 und 1997 wurden einige der heute größtenteils leerstehenden Gebäude der ehemaligen Kaserne für das Kreiskrankenhaus Nauen genutzt. Das Rollfeld des Flugplatzgeländes diente Gewerbebetrieben als Lagerplatz für industrielle Baustoffe; 2011 wurde dort ein Solarpark eröffnet.